# Стара школа у Бранковини
Стара школа у Бранковини, позната и као Протина школа, подигнута је 1833. године, одмах по завршетку грађења цркве. Зграда школе представља непокретно културно добро као споменик културе од великог значаја.

## Историјат
После подизања Цркве Светих Арханђела у Бранковини, 1830. године, чији је ктитор био Прота Матеја Ненадовић, од материјала који је преостао при грађењу цркве подигнута је школа. Као и црква и школа је везана за познату личност из Првог српског устанка проту Матеју Ненадовића.

## Изглед школе
Зграда је у основи правоугаона, зидана по систему бондрука, са четворосливним кровом благог нагиба, прекривеним ћерамидом. Унутрашњи распоред просторија у потпуности је прилагођен намени објекта – школској згради. На фасади школе налази се спомен плоча постављена у знак сећања на знамените личности фамилије Ненадовић. Данас је у овој згради постављена музејска изложба посвећена развоју школства и просвете у то време. Посебно је занимљив реконструисани ентеријер једне учионице с краја 19. века.

## Школско двориште данас
Поред старе, Протине школе као целину у школском дворишту чини и Нова школа (Десанкина школа) из 1895. године, у којој је учитељ био Десанкин отац Михајло Максимовић а прва слова учила будућа велика песникиња. Ту је и мала зграда школске писарнице као и вајат Ненадовића у којем је 1826. рођен Протин син Љуба Ненадовић. Недалеко одатле подигнута је и реплика куће Ненадовића, као зачетак даљег развоја овог својеврсног музејског комплекса на отвореном. О спомен комплексу се стара Народни музеј из Ваљева.

Школско двориште заједно са Црквом портом коју раздваја школска река, припада једној историјско-културној целини која је под заштитом државе и убраја се у споменике културе од великог значаја.